# Asociación de Ayuda a las Víctimas del 11-M
La Asociación de Ayuda a las Víctimas del 11-M es una asociación española formada por un grupo de personas que coinciden en el atentado de Madrid del 2004 o en centros médicos y que ven necesidades comunes, no sólo en ellos mismos sino en otros afectados. Adoración Majali  preside la asociación desde 2018. Contaba con unos 600 asociados, dada su escasa representación, cesó en su actividad en 2024. Ángeles Domínguez fue su presidenta desde su constitución hasta 2018.
En los juicios del 11-M representaron a 8 de los 192 fallecidos. La actuación de su abogado, José María de Pablo, al seguir las teorías de la conspiración que se publicaban, fue muy polémica. Por un lado pidió la anulación del juicio, basándose en la falsedad de todas las pruebas presentadas. Por otro, solicitó 40.000 años para los acusados. Las actuaciones de este abogado y las de otros representantes de la AVT fueron calificadas de esquizofrenia procesal  por el Fiscal, en su informe final del juicio del 11-M. Las actuaciones de los representantes legales de estas dos asociaciones de víctimas fueron calificados por el fiscal jefe de la AN como "juicio paralelo".
Las áreas de trabajo desarrolladas por la Asociación con las víctimas giran en torno a:
- Trabajo social: Relativo a proyectos de información, atención, asesoramiento y tramitación de ayudas en el ámbito social, económico y laboral. La asociación realiza las gestiones ante las distintas instituciones –públicas o privadas- tanto de ámbito local, autonómico, nacional o internacional. Esta área contiene, además, lo relativo a la gestión de ayudas para las víctimas del 11 de marzo y sus familiares, así como el apoyo en su reinserción sociolaboral y los proyectos de sensibilización y concienciación social frente al terrorismo.
- Atención psicológica: Relativo a la atención requerida por las víctimas y sus familiares. Las terapias se desarrollan tanto a título individual como en talleres grupales específicos.
- Atención jurídica: La asociación ha actuado como acusación particular en el juicio sobre los atentados y ha puesto al servicio de las víctimas su equipo jurídico.

Los fines asociativos se resumen en estos objetivos fundamentales:
•	La tutela de ayuda de toda índole a las víctimas del 11-M, canalizando la diversa información sobre tramitaciones de los distintos organismos públicos, y ofreciendo asesoramiento cuando fuese necesario.
•	El esclarecimiento de los hechos. Conocer la verdad de lo ocurrido hasta las últimas consecuencias.
•	El desarrollo de programas para la inserción social de las víctimas
•	Sensibilización y concienciación social frente al terrorismo.
Como asociación, han sido publicados distintos trabajos y estudios para detectar y satisfacer las necesidades de las víctimas. Cabe destacar dos estudios inéditos, de enorme relevancia, que han sido puestos a disposición de otras asociaciones u organizaciones tanto nacionales como internacionales y donde, por primera, vez se recogen las necesidades de las víctimas de un macro atentado, 18 y 36 meses después del ataque terrorista
Además, toda la experiencia acumulada y el trabajo realizado con las víctimas está recogida en un Manual de Intervención Psicológica y Social en Víctimas del Terrorismo: 11M que puede descargarse en la web de la Asociación 
La AAV11-M mantiene contactos y reuniones periódicas con las distintas asociaciones y fundaciones de Víctimas del Terrorismo en España y el extranjero. La AAV11M ha sido pionera en desarrollar proyectos europeos financiados por la Comisión Europea. De estos, han sido muy importantes los proyectos conocidos como V-net I y V-net II (La Voz de las Víctimas en Europa) que dieron lugar a la formación de una red europea de asociaciones de víctimas del terrorismo, inexistente hasta la fecha. A consecuencia de estos proyectos y de los éxitos obtenidos, la AAV11-M ganó el concurso público lanzado por la Comisión Europea para oficializar una Red Europea de Asociaciones de Víctimas del Terrorismo (NAVT) donde han ostentado la dirección desde 2008 hasta 2012, fecha de finalización del contrato. 
Merced a la labor desarrollada por NAVT, la AAV11-M ha participado y llevado la voz de las víctimas del terrorismo europeas a distintos congresos y eventos organizados en diferentas ciudades europeas de la mano de las asociaciones anfitrionas y de NAVT. Por citar algunos ejemplos, Lisboa, Madrid, Turín, París, Londres, Omagh, Ámsterdam o Bruselas han sido escenarios de estos congresos
Más allá de las actividades realizadas dentro del ámbito de la Unión Europea, la AAV11-M ha desarrollado también colaboraciones e intercambio de experiencias con otras asociaciones que atienden a las víctimas del terrorismo en el resto del mundo. Especial mención requiere el Common Bond Project donde de la mano de la asociación estadounidense Tuesday´s Children participaron en el primer campamento de verano transnacional junto a niños víctimas de los atentados del 11-S, 7-J, de ataques terroristas en Israel o Irlanda del Norte, en 2008. Ambas organizaciones fueron galardonadas en septiembre de 2012 con el prestigioso premio “Memoria, Dignidad y Justicia” otorgado por el Observatorio Internacional de Víctimas del Terrorismo de la Fundación Universitaria San Pablo CEU
Además, y como consecuencia de la sentencia dictada por el Tribunal Supremo en torno a los atentados del 11-M, la AAV11-M ha estado personada en todas las causas judiciales derivadas de dicha sentencia, alguna de los cuales sigue abierta a día de hoy. 